# Ragyogó Regénytár
Ragyogó Regénytár – A szórakozás és tudás kincsesháza a Légrády Testvérek és a Tolnai Nyomdai Műintézet és Kiadóvállalat R.T. 1929-1931 között kiadott könyvsorozata. 
A regények különféle egzotikus, távoli helyszíneken játszódnak (Kína, Ceylon, Brazília, Norvégia, ...). A kötetek végén fekete-fehér fotók találhatók a helyszínnel kapcsolatos ismertetésekben.
A sorozat szerkesztője Márkus Miksa volt.

## Jellemzői
Köteteit aranyozott egész vászonkötésben adták ki indákkal övezett sorozatcím monogrammal: RR. Az egyes kötetek 19 cm x 13 cm méretben, 256 oldal terjedelemben, fűzött keménykötéssel jelentek meg.

## A sorozat kötetei
(A felsorolás év, azon belül szerző neve szerinti.)
- Richard Voss: A szent gyűlölet (Der heilige Hass), 1929, fordította: György Tamás
- Carit Etlar: Vendetta (korzikai történet),[1] 1930, fordította: Vándor Iván
- Hjalmar Hanson: A fjordok leánya, 1930, fordította: Balogh Barna
- G. W. Major – M. C. Thacker: Izzó kék ég alatt – regény a francia idegen légió életéből (Into the burning blue), 1930, fordította: dr. Balogh Barna
- F. N. Nord: Világszép Nafuhsa I-II. (Nafuhsa – Ein arabisch-indischer Roman), 1930, fordította: Gáspár Miklós (Gáspár Margit álneve)
- John B. Primmer: A bozót regénye, 1930, fordította: Belényesi Várady György
- Hans Richter: Az új doktorkisasszony, 1930, fordította: Wiesner Juliska
- Sigge Strömberg: Karlsson kormányos (Egy svéd tengerész kalandjai), 1930, fordította: Balogh Barna
- Herman Whitaker: A három jómadár, 1930, fordította: Balogh Barna
- P. G. Wodehouse: Nyári zivatar I-II. (Summer Lightning), 1930, fordította: Goerl István
- Robert Bouchet: Lady Denvill lovagjai
- Forró Pál: Életre-halálra!, 1931
- Frank Heller: Furustolpe (Andarna och Furustolpe), 1931, fordította: Vécsey Leó
- Atlasz Márton: Allah nagy, 1931
- Luis de Oteyza: A fehér ördög, 1931, fordította: dr. Balogh Barna
- Luis de Oteyza: A kincs, 1931, fordította: dr. Balogh Barna